# Богунова Наталія Василівна
Наталія Василівна Богунова (8 квітня 1948, Ленінград, РРФСР — 9 серпня 2013, Крит) — радянська акторка театру та кіно. Стала популярною після виходу на телеекрани фільму «Велика перерва», прем'єра якого відбулася 29 квітня 1973 року.

## Біографія
Навчалася в Ленінградському хореографічному училищі ім. А. Ваганової. 1970 року закінчила ВДІК (акторська майстерня Бориса Бабочкіна). У 1970–1987 роках — акторка Театру імені Мосради, у кіно — з 1963 року. У 1968 — 1974 роках була одружена з кінорежисером та письменником Олександром Стефановичем. Дітей у шлюбі не було.
Найбільшу популярність їй принесли ролі Снігуроньки у фільмі «Весняна казка» та Світлани Опанасівни (дружини Ганжі) у фільмі «Велика перерва».
З початку 1990-х років не знімалася.

## Фільмографія
- 1963 — Вступ — Валя
- 1964 — До побачення, хлопчики! — Інна, подруга Володі Бєлова
- 1966 — Хлопчик та дівчинка — дівчинка
- 1967 — Той, що біжить по хвилях — Дезі
- 1968 — Чоловіча розмова — Леля Пантюхіна, сестра Юри
- 1971 — Весняна казка — Снігуронька
- 1972 — Велика перерва — Світлана Опанасівна
- 1973 — Розумні речі — наречена музиканта
- 1974 — Яка у вас посмішка — Соломіна (складачка, яка співає)
- 1975 — Дорога — дружина Павла
- 1980 — Особистої безпеки не гарантую... — Надія Миколаївна
- 1986 — Ґран-па — Тетяна Леопольдівна Каменська, акторка
- 1992 — Біг по сонячній стороні — начальниця пошти